# Alexis Rhodes (ciclista)
Alexis Rhodes (Alice Springs, 1º dicembre 1984) è un'ex ciclista su strada e pistard australiana, attiva tra le Elite dal 2003 al 2012. Nel 2009 è stata campionessa d'Oceania in linea e a cronometro.

## Carriera
Il 18 luglio 2005 subì un grave trauma in un incidente con un'auto vicino a Zeulenroda, in Germania, in cui perse la vita la compagna di squadra Amy Gillett.
Nei campionati oceaniani di ciclismo su strada del 2009 vinse la medaglia d'oro nella gara in linea e d'argento a cronometro nella prima edizione svolta a febbraio. A novembre vinse invece la medaglia d'oro nella cronometro.

## Palmarès

### Strada
- 2007 (T-Mobile Women, due vittorie)

3ª tappa Jayco Bay Series Classic
4ª tappa Jayco Bay Series Classic
- 2008 (Team High Road, tre vittorie)

1ª tappa Jayco Bay Series Classic
2ª tappa San Dimas Stage Race
3ª tappa San Dimas Stage Race
- 2009 (Webcor Builders, due vittorie)

Campionati oceaniani, Prova in linea
5ª tappa Nature Valley Grand Prix
Campionati oceaniani, Prova a cronometro
- 2010 (Team Vera Bradley Foundation, una vittoria)

3ª tappa Joe Martin Stage Race
- 2011 (Garmin-Cervélo, una vittorie)

Campionati australiani, Prova in linea

### Pista
- 2002

Campionati del mondo Juniores, Inseguimento individuale
- 2004

4ª prova Coppa del mondo, Corsa a punti (Sydney)

## Piazzamenti

### Competizioni mondiali
- Campionati del mondo

Zolder 2002 - In linea Juniores: 8ª
Zolder 2002 - Cronometro Juniores: 11ª
Varese 2008 - Cronometro Elite: 24ª
Mendrisio 2009 - In linea Elite: ritirata
Mendrisio 2009 - Cronometro Elite: 13ª
Melbourne 2010 - Cronometro Elite: 19ª
Limburgo 2012 - Cronosquadre: 2ª